# 伦蒂尼
伦蒂尼（義大利語：Lentini），是意大利锡拉库萨省的一个市镇。总面积215.75平方公里，人口23869人，人口密度110.6人/平方公里（2009年）。ISTAT代码为089011。